# Amblyceps
Amblyceps es un género de bagre de la familia Amblycipitidae en el orden de los Perciformes.  El género fue descrito científicamente por primera vez en 1858 por el zoólogo inglés Edward Blyth y publicado en el Journal of the Asiatic Society of Bengal, Nr 17 (281).
Los géneros Amblyceps y Liobagrus son pares hermanos que son, a su vez, hermanos de Xiurenbagrus.
Estas especies se distinguen fácilmente por la presencia de procesos pinados a lo largo de los radios medianos de la aleta caudal (aunque estos procesos pueden estar poco desarrollados en algunas especies), un colgajo prominente en forma de copa sobre la base de la espina pectoral y la aleta adiposa en gran parte separada de la aleta caudal.

## Distribución geográfica
Se encuentra en el sur y sudeste de Asia. Habitualmente habitan corrientes que fluyen rápidamente entre colinas o en tramos de ríos más grandes. Este género se distribuye principalmente en la India y la península de Malaca. Se conocen tres especies de Myanmar: A. caecutiens, A. murraystuarti and A. carinatum.

## Especies
Las especies de este género son:
- Amblyceps accari Dahanukar, Raghavan, A. Ali & Britz, 2016[7]
- Amblyceps apangi Nath & Dey, 1989
- Amblyceps arunchalensis Nath & Dey, 1989
- Amblyceps caecutiens Blyth, 1858
- Amblyceps carinatum Ng, 2005
- Amblyceps cerinum Ng & Wright, 2010
- Amblyceps foratum Ng & Kottelat, 2000
- Amblyceps kurzii Day, 1872
- Amblyceps laticeps McClelland, 1842
- Amblyceps macropterus Ng, 2001
- Amblyceps mangois Hamilton, 1822
- Amblyceps murraystuarti Chaudhuri, 1919
- Amblyceps platycephalus Ng & Kottelat, 2000
- Amblyceps protentum Ng & Wright, 2009
- Amblyceps serratum Ng & Kottelat, 2000
- Amblyceps tenuispinis Blyth, 1860
- Amblyceps torrentis Linthoingambi & Vishwanath, 2008
- Amblyceps tuberculatum Linthoingambi & Vishwanath, 2008
- Amblyceps variegatum Ng & Kottelat, 2000